# Patrick Mtiliga
Patrick Jan Mtiliga est un ancien footballeur international danois né le 28 janvier 1981 à Copenhague, qui évolue au poste de latéral gauche.

## Biographie

### En club
Patrick Mtiliga joue au Danemark, aux Pays-Bas et en Espagne.
Il dispute plus de 400 matchs en championnat. Il inscrit 10 buts en deuxième division néerlandaise lors de la saison 1999-2000, ce qui constitue sa meilleure performance.
Au sein des compétitions européennes, il joue sept matchs en Ligue des champions, et six en Coupe de l'UEFA / Ligue Europa.

### En équipe nationale
Patrick Mtiliga reçoit sept sélections en équipe du Danemark entre 2008 et 2012 (six officielles et une non reconnue par la FIFA).
Il joue son premier match en équipe nationale le 19 novembre 2008, en amical contre le Pays de Galles (défaite 0-1 à Brøndby). Il joue son dernier match le 12 octobre 2012, contre la Bulgarie, lors des éliminatoires du mondial 2014 (score : 1-1 à Sofia).
Il fait partie des 23 joueurs danois sélectionnés pour la Coupe du monde en 2010. Toutefois, il reste sur le banc des remplaçants lors de cette compétition.

## Palmarès
FC Nordsjælland
- Champion du Danemark en 2012